# Han Lixia
Han Lixia (en chino: 韩丽霞) es una deportista china que compitió en halterofilia. Ganó una medalla de oro en el Campeonato Mundial de Halterofilia de 1991, en la categoría de 60 kg.

## Palmarés internacional
| Campeonato Mundial | Campeonato Mundial        | Campeonato Mundial | Campeonato Mundial |
| Año                | Lugar                     | Medalla            | Categoría          |
| ------------------ | ------------------------- | ------------------ | ------------------ |
| 1991               | Donaueschingen (Alemania) | Medalla de oro     | 60 kg              |